# Annegret Raunigk
Annegret Raunigk (* 1950) ist eine deutsche Lehrerin, die durch Schwangerschaften in hohem Alter in die Schlagzeilen geraten ist. Am 19. Mai 2015 wurde sie Mutter von Vierlingen. Die Geburt verlief nach Auskunft der Ärzte „erstaunlich problemlos“. Die vier in der 26. Schwangerschaftswoche geborenen Kinder wurden mehrere Wochen lang auf einer Frühgeborenenstation medizinisch versorgt und beobachtet.

## Leben
Raunigk ist Grundschullehrerin für Englisch und Russisch. Im Sommer/Herbst 2015 ging sie in Pension. Sie war vor der Geburt der Vierlinge bereits Mutter von 13 Kindern im Alter von 9 bis 44 Jahren von fünf verschiedenen bekannten Vätern sowie einem anonymen Samenspender. Mit einem der bekannten Väter war Raunigk verheiratet, doch die Ehe scheiterte. Raunigk, die fast ihr ganzes Leben alleinerziehend war, lebte zuletzt in Berlin-Spandau. Nach der Geburt zog Raunigk nach Höxter; dort leben einige ihrer älteren Kinder. 2018 verkaufte sie ihr Haus in Höxter, um wieder nach Berlin zurückzuziehen.
Ihr bis zur Geburt der Vierlinge jüngstes Kind, ein Mädchen, hatte Raunigk im Jahr 2005 zur Welt gebracht. Raunigk ließ sich hierfür im Ausland durch Eizell- und Samenspenden künstlich befruchten, da Eizellspenden in Deutschland nach dem Embryonenschutzgesetz verboten sind. Bereits damals war sie mit 55 Jahren als älteste Mutter Deutschlands in die Schlagzeilen geraten. 2005 waren sie unter anderem auch in Günther Jauchs Jahresrückblick „Menschen, Bilder, Emotionen“ aufgetreten.
Die Samen- und Eizellspenden und die Einpflanzung der daraus entstandenen Embryonen für die Vierlingsschwangerschaft hatte Raunigk Ende 2014 in einer Klinik in der Ukraine empfangen. Ihren behandelnden Frauenarzt, einen Gynäkologen in Berlin-Schöneberg, bei dem sie seit Anfang 2014 Patientin ist, hatte sie im Vorfeld über ihre Absichten nicht in Kenntnis gesetzt. Über die Vierlingsschwangerschaft wurde/wird ausführlich bei RTL in der Sendung Extra – Das RTL-Magazin von Birgit Schrowange, die Raunigk und ihre jüngste Tochter medial begleitet, berichtet. In der Sendung wies Raunigk auch Kritik an ihrer Schwangerschaft zurück; sie berief sich dabei auf ihr Recht, dies selbst zu entscheiden. Das Nachrichtenmagazin Der Spiegel kritisierte hierbei, dass der RTL-Beitrag „bloßen Voyeurismus“ bediene, Raunigks Motive unklar blieben und es der Moderatorin Birgit Schrowange eher um eine „kuschelige Homestory“ gegangen sei, und nicht um journalistische Aufklärung. Außerdem berichtete die Bild am Sonntag exklusiv über Raunigks Vierlingsschwangerschaft.
Raunigk brachte am 19. Mai 2015, nach knapp 26 Wochen Schwangerschaft, in der Berliner Charité die Vierlinge zur Welt. Die Geburt erfolgte durch Kaiserschnitt. Nach Einschätzung von Medizinern hätte die Schwangerschaft nicht auf natürlichem Weg beendet werden können, da Raunigks Gebärmutter den Belastungen einer Mehrfachgeburt nicht standhalten würde. Außerdem wäre mit weiteren Komplikationen, wie Mangelentwicklungen und der Gefahr einer Präeklampsie, zu rechnen gewesen.
Raunigk war am Vorabend der Geburt stationär aufgenommen worden, nachdem die Wehen eingesetzt hatten. Die Vierlinge hatten ein Gewicht zwischen 655 Gramm und 980 Gramm; sie wurden als Frühgeburten im Brutkasten auf der Intensivstation für Neugeborene medizinisch versorgt und beobachtet. Christoph Bührer, der Direktor der Klinik für Neonatologie der Charité, verwies darauf, dass es sich bei Raunigks Vierlingen um „Hochrisikopatienten“ handele, die „viel Aufmerksamkeit und eine intensive Behandlung“ verlangten; die Gefahr bleibender Schäden oder Entwicklungsverzögerungen sei hoch.
Raunigk ist somit die älteste Vierlingsmutter der Welt. Sie ist aber nicht die älteste Mutter und auch nicht die älteste Mehrlingsmutter; diese ist die Inderin Erramatti Mangamma, die im September 2019 im Alter von 73 Jahren Zwillingsmädchen zur Welt brachte und somit die älteste Mutter der Welt ist.

## Kritik
Gesundheitspolitiker von SPD und CDU sowie hochrangige Mediziner kritisierten die werdende Mutter scharf. „Ich halte das für einen sehr bedenklichen Fall. Eine solche Schwangerschaft kann und darf für niemanden ein Vorbild sein“, betonte der SPD-Gesundheitsexperte Karl Lauterbach. Der CDU-Gesundheitspolitiker Jens Spahn bemerkte: „Eine Schwangerschaft in fortgeschrittenem Alter bedeutet ein großes Risiko für Mutter und Kind. Auch wenn es medizinisch möglich ist, muss man sich fragen, ob es sinnvoll ist. Ich habe da große Zweifel“. Joseph Neulen von der Universitätsklinik Aachen ist der Ansicht: „Es ist absolut unverantwortlich und medizinisch nicht nachvollziehbar, so eine Behandlung vorzunehmen und das Risiko höhergradiger Mehrlinge einzugehen.“
Klaus Vetter, ehemaliger Leiter der Klinik für Geburtsmedizin am Vivantes Klinikum Neukölln und Vorstandsmitglied der Deutschen Gesellschaft für Perinatale Medizin (DGPM), kritisierte Raunigks Schwangerschaft ebenfalls. In einem Interview mit der Zeitschrift STERN wies er auf gravierende gesundheitliche Risiken für Raunigk hin, insbesondere auf Probleme des Herz-Kreislauf-Systems. Dies äußere sich u. a. in Raunigks Kurzatmigkeit. Raunigks Versuch einer Mehrlingsschwangerschaft halte er für ein „gewagtes Experiment am Menschen“.
Andere Mediziner bezeichneten Raunigks Schwangerschaft als „Experiment am Menschen“; einer Frau vier Eizellen einzupflanzen, sei ein „Kunstfehler“.